# JR East série KiHa E130
La série KiHa E130 (キハE130系, KiHa E130-kei) est un type d'autorail à une ou deux caisses exploité par la compagnie East Japan Railway Company (JR East) au Japon.

## Description
La série KiHa E130 est le premier autorail diesel de la JR East à avoir une carrosserie en acier inoxydable, semblable à celle de la série E231. Les trains sont fabriqués par les constructeurs Niigata Transys et Tokyu Car Corporation.
Il existe trois variantes : 
- la sous-série E130-0 à une (13 exemplaires) ou deux caisses (13 exemplaires), équipée de sièges transversaux et longitudinaux, ainsi que de toilettes universelles ;
- la sous-série E130-100 (10 exemplaires) à une caisse uniquement, équipée de banquettes longitudinales et sans toilettes ;
- la sous-série E130-500 à une (6 exemplaires) ou deux caisses (6 exemplaires), équipée de sièges transversaux et longitudinaux, ainsi que de toilettes universelles. Les rames sont également pourvues de chasse-neige.

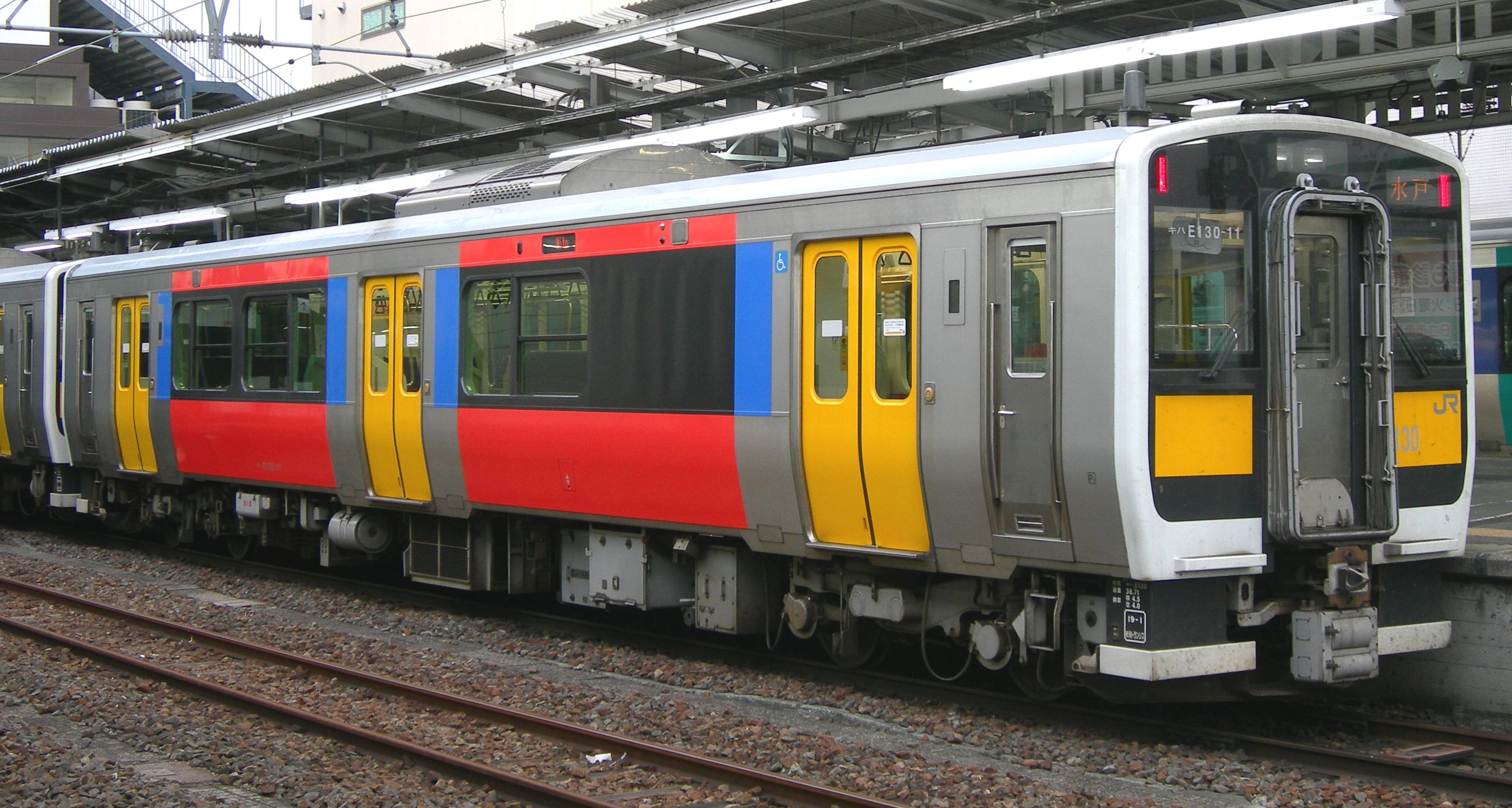
Série KiHa E130-0.
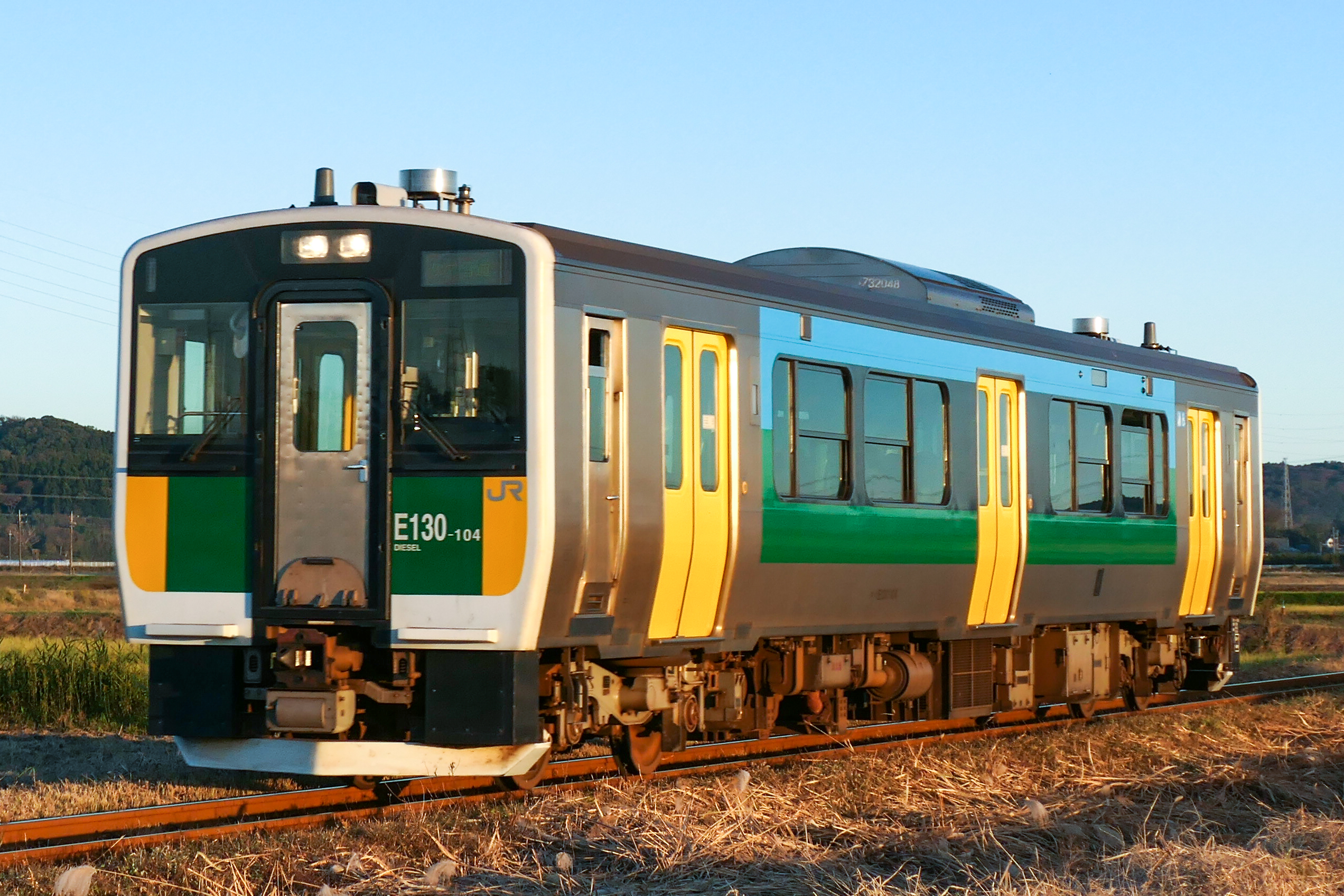
Série KiHa E130-100.
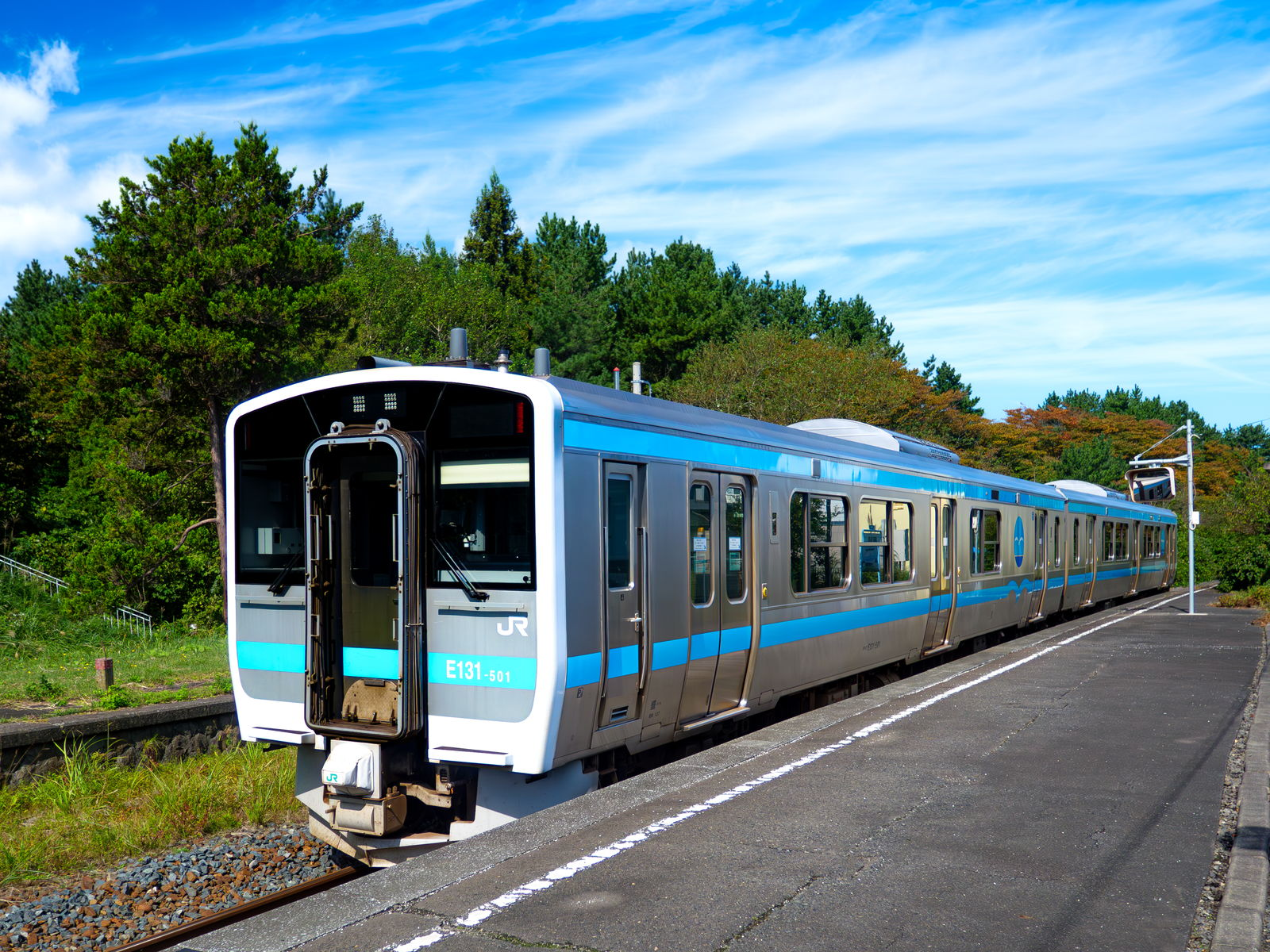
Série KiHa E130-500.

## Histoire
Les premiers autorails sont entrés en service le 19 janvier 2007.

## Affectation
Les autorails de la série KiHa 130 circulent sur les lignes suivantes :
- ligne Suigun (série KiHa E130-0),
- ligne Kururi (série KiHa E130-100),
- ligne Hachinohe (série KiHa E130-500).

## Galerie photos

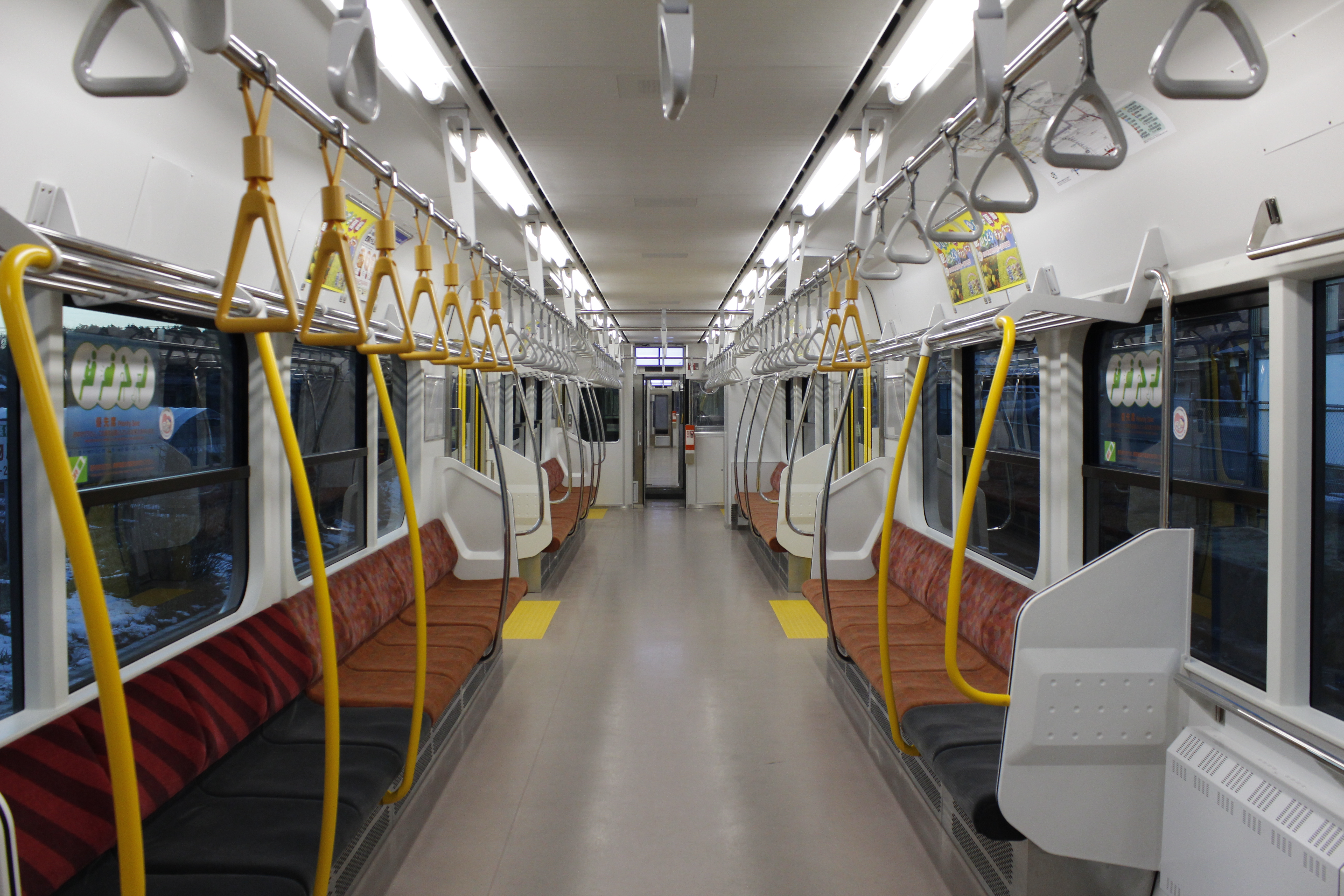
Intérieur d'une voiture (série KiHa E130-100).
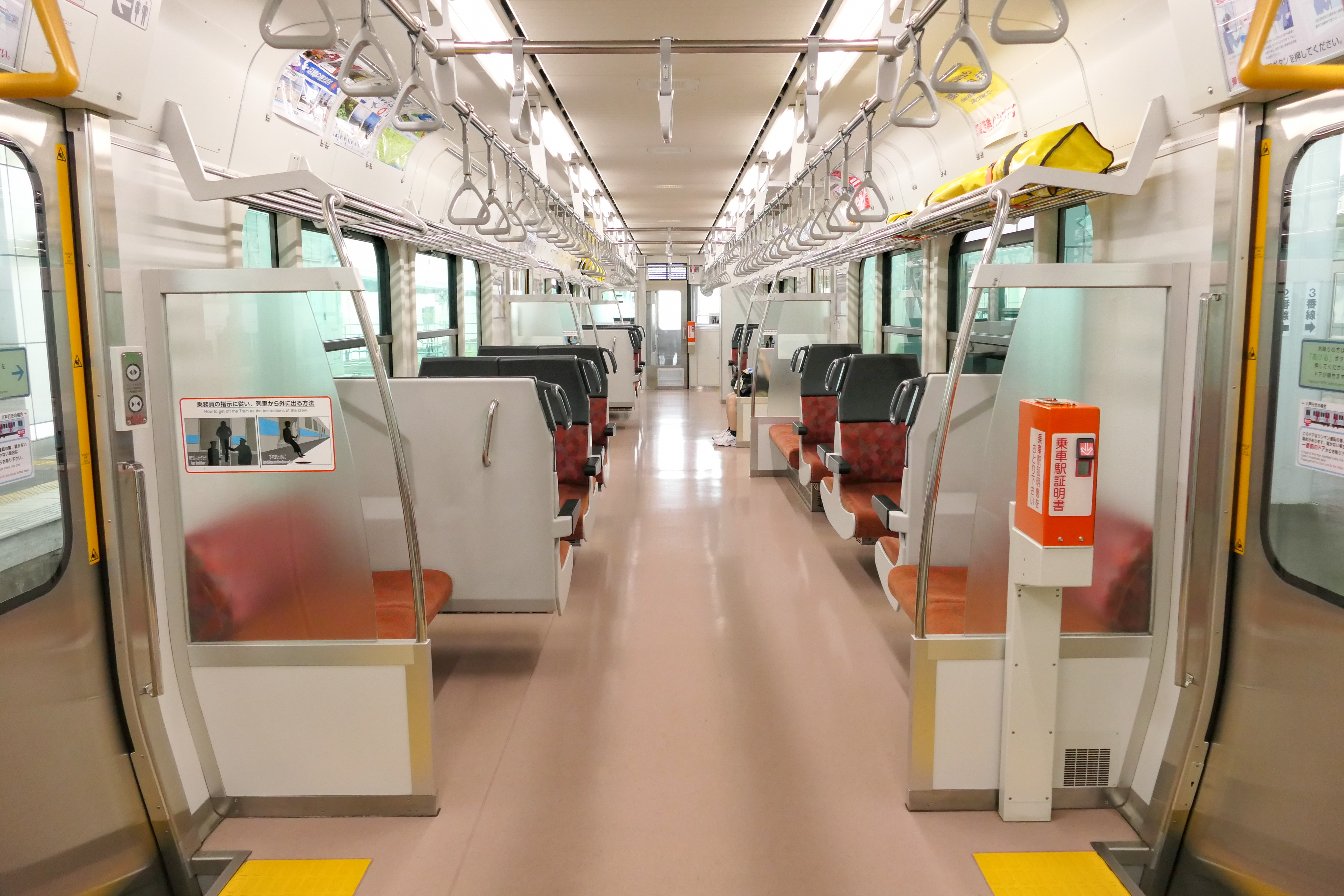
Intérieur d'une voiture (série KiHa E130-500).
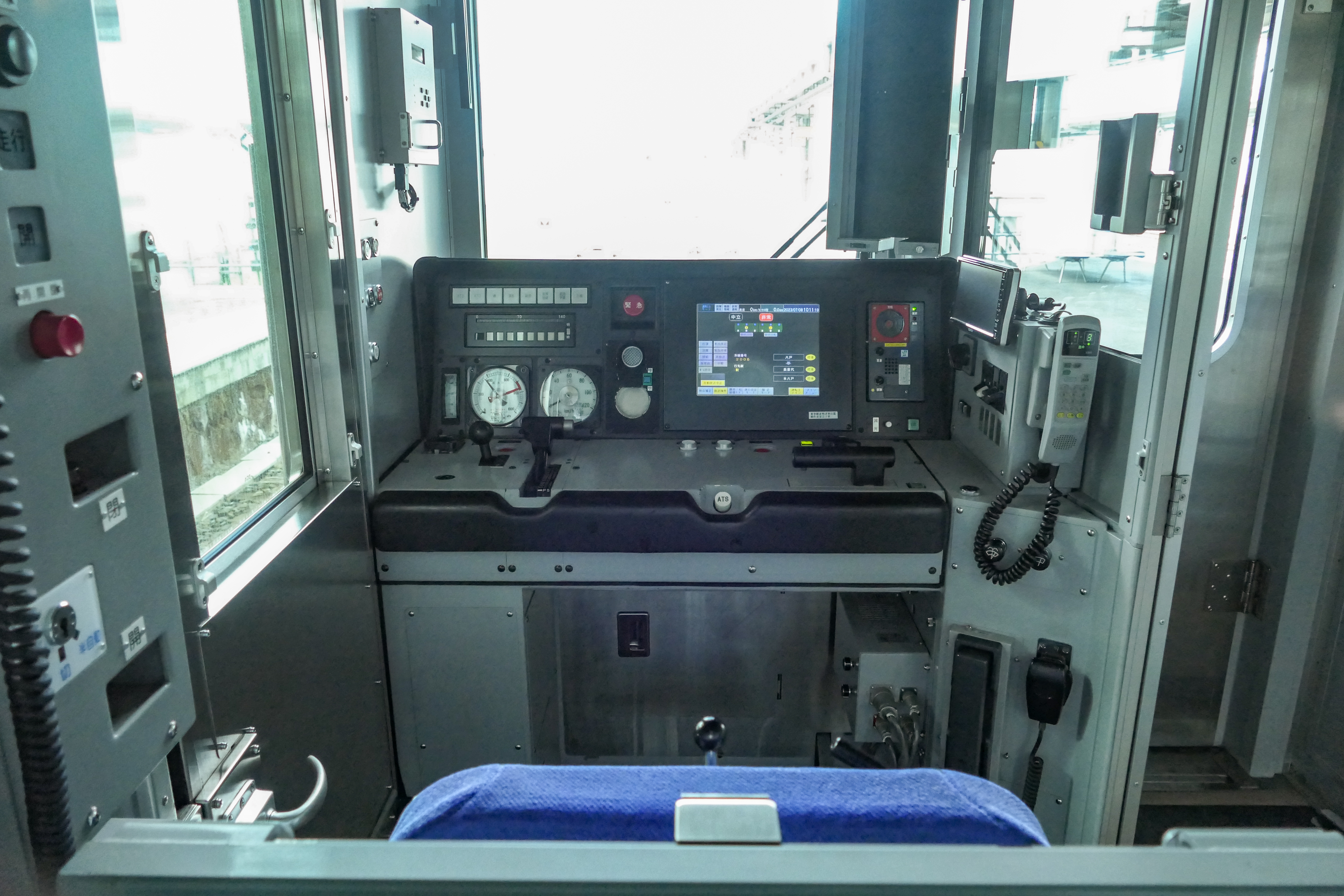
Cabine de conduite.